# Dysphania mars
Dysphania mars là một loài bướm đêm trong họ Geometridae.